# Ford Evos (2021)
La Ford Evos è un'autovettura di tipo crossover SUV di grandi dimensioni prodotta dal 2021 dalla casa automobilistica statunitense Ford attraverso la joint venture con la Changan Ford in Cina.

## Descrizione
La Evos ha debuttato per la prima volta al salone di Shanghai nell'aprile 2021. Sviluppato in gran parte dalla filiale Ford con sede in Cina, la vettura si caratterizza per essere un crossover SUV di grandi dimensioni a 5 porte, che mischia vari elementi della carrozzeria come il tetto spiovente di una coupé fastback a quella di una station wagon.
La vettura è stata destinata per essere venduta per il solo mercato cinese.
L'interno dell'Evos è dotato di un pannello touchscreen lungo 1,1 m composto da due display, di cui uno funge da quadro strumenti digitale da 12,3 pollici posto davanti al guidatore, mentre il secondo per il sistema di infotainment; quest'ultimo che è ampio 27 pollici e ha risoluzione 4K, è basato sull'architettura software Ford Sync+ 2.0. L'Evos è dotata anche del cosiddetto BlueCruise, un pacchetto di assistenza alla guida di livello 2. Un'altra funzione presente nel sistema infotelematico è la una modalità "co-pilota", che consente al passeggero anteriore di controllare una porzione del display ed inviare informazioni attraverso di esso al conducente.
Ad alimentare la Evos c'è un motore turbo benzina a quattro cilindri da 2,0 litri EcoBoost disposto in posizione anteriore-traversale, dalla potenza di 238 CV e 376 Nm di coppia. La trasmissione è affidata ad un cambio automatico a 8 marce, a cui è abbinata di serie la trazione anteriore.